# جوركا

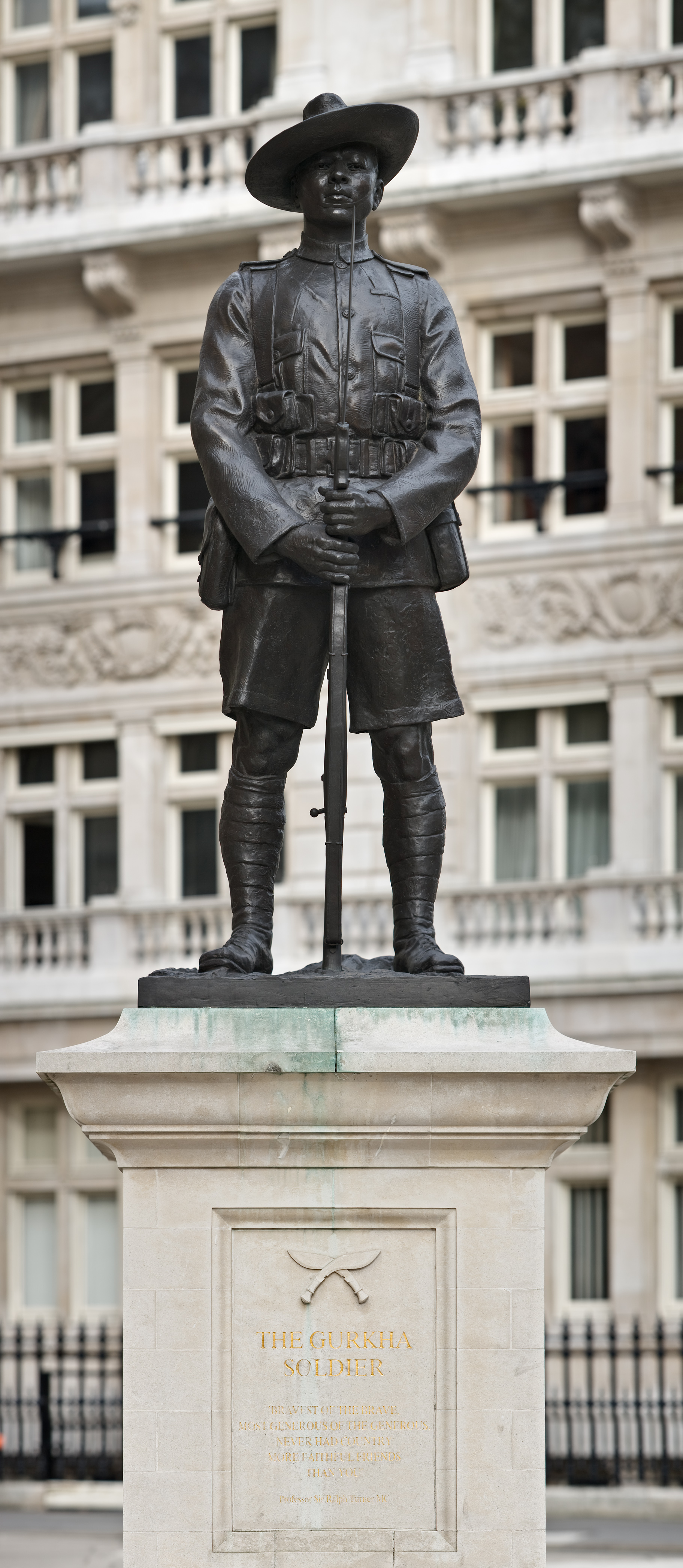
نصب تذكاري لجندي الجوركا في مدينة وستمنستر، لندن.

الجوركا (بالنيبالية: गोर्खा)، (بالإنجليزية: Gurkha)‏ مدينة صغيرة، في وسط دولة نيبال، تقع على قمة جبل يُطِلُّ على جبال الهمالايا. وتشتهر هذه المدينة بوجود معبد جوراخناث (بالإنجليزية: Gorakhnath)‏، الوليّ الديني (القديس) لهذا الإقليم. وهناك، كذلك، معبد للآلهة الهندوسية «بهافاني» (ديفي)، (بالإنجليزية: (Bhavani (Devi)‏.
وتُعَدّ هذه المدينة العاصمة الموروثة للعائلة الحاكمة في نيبال. وقد احتلها درابيا شاه (بالإنجليزية: Dravya Shah)‏، الابن الأصغر لملك لامجنغ (بالإنجليزية: Lamjung District)‏، الذي أسس مملكته المستقلة. وقد شكل حفيده بريتفي نارايان شاه قوة عسكرية متعددة الأعراق، أصبحت تُعرف بـ «جوركا»، أو غورخا، وهي التسمية التي أطلقها البريطانيون على الأفواج، التي شكلوها من النيباليين، بعد هزيمتهم للقوات النيبالية في موقعة منطقة مالان ((بالعربية)). وقد استطاع أن يقهر بها مملكة الـ «مالا» (بالإنجليزية: Malla)‏، ويجمع بها المقاطعات المتعددة، المتفرِّقة، لتتكون منها مملكة نيبال. وترجع أصولهم إلى دولة نيبال، التي استولى عليها في عام 1768، وحكمها، منذ ذلك الوقت، ملوك يُسمون ملوك الجوركا، وقد استولوا على مدينة كاتماندو، التي تأسست عام 723م، واتخذوها عاصمة لهم.
وأصبح لفرقة الجوركا تقليد عريق، يبدأ تاريخه من القرن السادس عشر الميلادي، ثم ازدادت شهرتهم في العالم، بعد دخولهم في حرب مع بريطانيا، عُرفت بالحرب الإنجليزية النيبالية. دامت هذه الحرب من عام 1814 إلى عام 1816، حيث كانت نيبال تطمع في التوسع جنوباً، وكانت بريطانيا تطمع في التوسع شمالاً. وقد كسبت بريطانيا هذه الحرب، غير أنها أُعجبت بقدرات الجوركا القتالية، فأغرتهم بالدخول في الجيش البريطاني، ثم في الجيش الهندي، لاحقاً. واستعان بهم البريطانيون، مستغلين تلك القدرات في تحقيق أهدافهم ومصالحهم في آسيا، طوال القرن التاسع عشر. وقد شارك جنود الجوركا في معظم الحروب العالمية الرئيسية، بما في ذلك الحربين العالميتين الأولى والثانية.
وكانوا معروفين بشفارهم «سكاكينهم» المعكوفة، الحادة جداً، والمعروفة باسم «كوكري الجوركا.» وقد نال أفراد من الجوركا أعلى أوسمة الخدمة البريطانية، بما في ذلك (بالإنجليزية: Victoria Cross)‏، «وسام صليب فيكتوريا». وقد خدم جنود الجوركا، منذ استقلت الهند، في عام 1947، في الجيش البريطاني، وفي الجيش الهندي، وفي الجيش النيبالي، وفي قوات الأمم المتحدة لحفظ السلام.
ولجنود الجوركا منزلة رفيعة في بلدهم «نيبال»، ويُعَدُّون مورداً بشرياً مهماً في اقتصاد بلدهم، بما يحصلون عليه من رواتب وجوائز، ثم إنهم يؤدون دوراً مهماً في تعليم أبناء مجتمعهم، وإحسان قيادتهم، بعد أن جلبوا الأفكار والتقنيات الغربية إلى مناطقهم الجبلية. أما الحاجة إليهم جنوداً مقاتلين، فقد قلت كثيراً مع تقدم التقنيات الحربية.
وعندما حصلت الهند على استقلالها عن بريطانيا، نصت اتفاقية الاستقلال عام 1947، على السماح لكل من بريطانيا والهند بتجنيد الجوركا في جيوشهما ـ مع أن نظام التجنيد في بريطانيا كان في طريقه إلى الإلغاء. وفي الهند، في منتصف الثمانينات، قام النيباليون، الذين يتكلمون الهندية بالثورة، والمطالبة بتكوين ولاية للجوركا، في غرب إقليم البنغال المتاخم للحدود مع نيبال. وكانت تلك الأحداث ضمن اضطرابات قامت بها عرقيات كثيرة، تنادي بالمطالب نفسها، ونتيجة لذلك، تمكنت هذه المجموعة العرقية النيبالية أن تنال حظاً أوفر في إدارة شؤونهم، وذلك بعقد اتفاقية بينهم وبين الحكومة المركزية الهندية عام 1988، منحوا بموجبها الاستقلال المحلي في مقاطعتهم دارجيلنج (بالإنجليزية: Darjeeling)‏، وبذلك منحوا المزيد من حقوق السيطرة والإدارة لشؤونهم، ولكن رجال القبائل، في شمال شرق الهند، كانوا يحرضون على إنشاء ولاية جديدة باسم جوركا لاند (بالإنجليزية: Gurkha Land)‏ ـ بلاد الجوركا ـ ولكن هذه المطالب أحدثت لغطاً كثيراً في بيهار، وأوريسا، وفي غرب البنغال.